# Maria Karpińska
Maria Karpińska (ur. 1988) – polska pisarka, autorka opowiadań. Recenzentka literacka i operowa, członkini Unii Literackiej.
Studiowała na Wydziale „Artes Liberales” Uniwersytetu Warszawskiego. Jest stypendystką Rządu Włoskiego, oraz Ministerstwa Kultury i Dziedzictwa Narodowego. W 2020 roku otrzymała Nagrodę Krakowa Miasta Literatury UNESCO, a w 2021 Nagrodę im. Cypriana Kamila Norwida za zbiór opowiadań Żywopłoty wydany nakładem Wydawnictwa W.A.B. Współautorka książki Zdarzyło się w Warszawie. Historia miasta dla dzieci.

## Książki
- Żywopłoty, Wyd. 1, Archipelagi, Warszawa: Wydawn. W.A.B - Grupa Wydawnicza Foksal, 2020, ISBN 978-83-280-6714-1
- Ucichło, Wydanie I, Archipelagi, Warszawa: Wydawnictwo WAB, 2022, ISBN 978-83-8318-027-4